# 鯨岡弘識
鯨岡 弘識（くじらおか ひろのり、1993年5月20日 - ）は、日本の映画監督である。

## 経歴
1993年5月20日、兵庫県に生まれる。慶應義塾大学法学部に入学し、同大学の映画サークルに所属。
卒業後、映像制作会社アックスオンに入社し、映画やドラマを監督する。
2018年、『FROM TOKYO TO TOKYO』がShort Shorts Film Festival & Asia 2018 Cinematic Tokyo Programに入選。
2020年、『Kay』がIMDb公認のNew York Cinematography AWARDSにて最優秀監督賞、最優秀脚本賞を含む５冠を獲得して月間最優秀作品賞を受賞した。

## 主な作品

### 長編映画
- 青春ゲシュタルト崩壊（2025）- 監督

### 短編映画
- FROM TOKYO TO TOKYO（2018） - 監督・脚本・撮影
- メイリンの決めたこと（2019） - 監督・脚本
- Kay（2020） - 監督・共同脚本
- 終点は海（2021） - 監督・脚本
- Catch up（2023） - 監督・脚本・撮影・音楽
- 春の嵐がやってくるまで（2024) - 監督・脚本

### テレビドラマ
- 文豪少年!〜ジャニーズJr.で名作を読み解いた〜（2021年、WOWOW）[4]
- 目の毒すぎる職場のふたり（2022年、Hulu）[5]
- それってパクリじゃないですか?（2023年、日本テレビ）
- ゼイチョー（2023年、日本テレビ）
- おじさんだけど、キレイになってもいいですか？（2024年、CTV）
- 街並み照らすヤツら（2024年、日本テレビ）